# Caroline Gennez
Caroline Gennez, född 21 augusti 1975 i Sint-Truiden, är en belgisk politiker och sedan 2007 partiledare för  Socialistische Partij Anders (sp.a). Från 2003 var hon vice partiledare för partiet, och maj-oktober 2005 tillförordnad partiledare.